# Rue Mansart
La rue Mansart est une voie publique du 9e arrondissement de Paris, en France.

## Situation et accès
Elle débute au 25, rue de Douai et se termine au 80, rue Blanche.
Le quartier est desservi par la ligne 2 à la station Blanche.

## Origine du nom

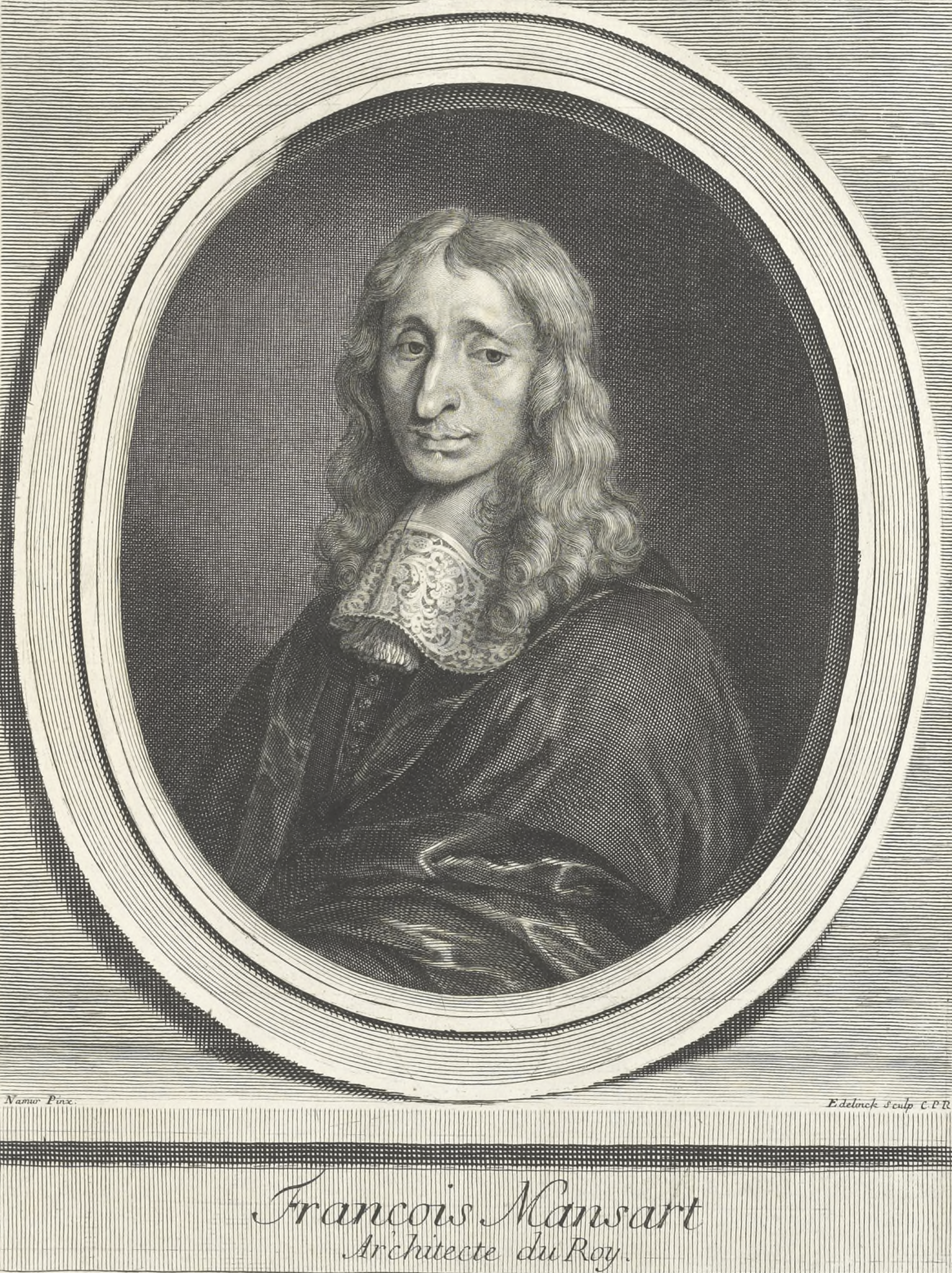
François Mansart.

La rue a toujours rendu hommage à des architectes français célèbres. Elle s'est d'abord appelée « rue Percier », en l'honneur de Charles Percier, décédé quatre ans avant l'ouverture de la rue, et, depuis 1864, elle porte la mémoire de la famille Mansart, représentée par François Mansart et son neveu Jules Hardouin-Mansart.

## Historique
La rue a été ouverte en 1842. Les immeubles et hôtels du côté nord sont de cette époque. Le côté sud, d'architecture haussmannienne et années 1930, a été construit postérieurement.

## Bâtiments remarquables et lieux de mémoire
- No 3: restaurant À la Cloche d'Or, brasserie aux airs d'auberge provinciale. L'établissement est exploité dans les années 1920 par Anatole Désiré Moreau associé à son frère Arsène[2]. Le couple que forme Anatole avec Kathleen Sarah Buckley, une jeune danseuse anglaise engagée dans la troupe des « Tiller Girls », donnera en 1927 naissance à la future actrice Jeanne Moreau (1928-2017)[3]. Dans les années 1930, La Cloche d'Or, ouverte jusqu'au matin, devient un lieu prisé par les artistes. Des vedettes de music-hall et de la chanson, des acteurs, comédiens et d'autres noctambules s'y retrouvent après les spectacles pour finir la nuit. En 1958 lors d'un dîner donné en l'honneur d'Yves Saint Laurent par la rédactrice de mode Marie-Louise Bousquet auquel sont également conviés Raymonde Zehnacker et Bernard Buffet a lieu la rencontre entre le couturier et son futur mécène, mentor et amant Pierre Bergé[4].
- No 5 bis : le peintre  Nicolas Maxime Leboucher (mort en 1886) avait un atelier à cette adresse[5].
- No 15 : emplacement d'une ancienne salle de culture physique aujourd'hui disparue, gérée sous l'Occupation par l'ancien champion de boxe Victor Waintz. Des artistes de music-hall et de cirque tels les trapézistes et contorsionnistes équilibristes « Les Carletti » et le duo de mains à mains « Les Athéna[6] » y répètent régulièrement, ainsi que le « Barry Ballet[7] » de Stanley Barry dont la première danseuse est Louly Obolenska[8]. Dans ce gymnase se croisent aussi les stars du cinéma et d'autre personnalités soucieuses de se maintenir en forme[9].